# Scopula compressaria
Scopula compressaria là một loài bướm đêm trong họ Geometridae.